# Ludovico Scarfiotti
Ludovico Scarfiotti (Torino, Italija, 18. listopada, 1933. – 8. lipnja 1968.) je bivši talijanski vozač automobilističkih utrka.